# مارکو ماروسی
مارکو ماروسی (انگلیسی: Marko Maroši؛ زادهٔ ۲۳ اکتبر ۱۹۹۳) بازیکن فوتبال اهل اسلواکی است.
از باشگاه‌هایی که در آن بازی کرده‌است می‌توان به باشگاه فوتبال ویگان اتلتیک، باشگاه فوتبال دونکستر راورز، و باشگاه فوتبال کاونتری سیتی اشاره کرد.
وی همچنین در تیم ملی فوتبال زیر ۲۱ سال اسلواکی بازی کرده‌است.